# Gregorio XVI
Gregorio XVI (en latín: Gregorius PP. XVI ), de nombre secular Bartolomeo Alberto Cappellari Pagani Gesa (Belluno, 18 de septiembre de 1765-Roma, 1 de junio de 1846) fue un religioso camaldulense, elegido el 254.º papa de la Iglesia católica, entre 1831 y 1846.

## Biografía

### Orígenes
Fue bautizado como Bartolomeo Alberto Cappellari, pero sustituyó sus nombres por el de Mauro al profesar en la Orden de la Camáldula. Era hijo de Giovanni Battista Cappellari y de su esposa Giulia Pagani Cesa-Pagani, ambos miembros de la nobleza menor.

### Estudios y actividades previas
Cuando cumplió dieciocho años dio muestras de vocación religiosa y, después de una cierta oposición familiar, en 1783 entró en el noviciado del monasterio camaldulense de San Miguel de Murano (cerca de Venecia), de la Regla de San Benito, tomando el nombre de Mauro. Pronto se distinguió por sus aptitudes para la teología y la lingüística. Tres años después emitió los votos solemnes y en 1787 fue ordenado sacerdote, dedicando gran parte de su actividad a la enseñanza de la teología.
Obtuvo gran notoriedad en 1799 con la publicación de una obra contra los jansenistas italianos titulada Il trionfo della Santa Sede e della Chiesa contro gli assalti de' novatori, respinti e combattuti colle stesse loro armi (dedicada al papa Pío VI cuando este se hallaba cautivo de los franceses), trabajo que fue traducido a varias lenguas europeas. Dos veces le fue ofrecida la ordenación episcopal, pero él la rechazó. En 1805 fue elegido abad del monasterio romano de San Gregorio al Celio y en 1807 fue nombrado procurador general de su Orden, pero la ocupación de Roma por las tropas napoleónicas le obligó a regresar al de San Michele di Murano, cerca de Venecia, precisamente el cenobio camaldulense donde había profesado de joven.
Regresó a Roma en 1814 para, sin dejar su abadía, ser nombrado consultor de la Congregación para Asuntos Extraordinarios de la Santa Sede y, dos años después, del Santo Oficio. En 1818 fue nombrado examinador general de teología de la Congregación de los Obispos, en 1820 consultor de la Congregación de Propaganda Fide, en 1823 fue elegido general de su Orden, y en 1826 prefecto de esa Congregación; desde esa congregación se gestionó con éxito un concordato con Guillermo de Holanda, que proporcionó un marco de libertad a los católicos begas, y con el Imperio Otomano, lo que favoreció a los católicos armenios.
En 1821 le fue encomendada la revisión de los Libros Sagrados de las Iglesias Orientales. También en ese año le encomendaron la visita apostólica a las universidades de Perugia, Camerino, Macerata y Fermo.

### Cardenalato
En 1825 fue creado cardenal in pectore y su nombramiento fue hecho público al año siguiente, recibiendo el título de San Calixto. En 1826 fue nombrado prefecto de la Sagrada Congregación de Propaganda Fide. Participó en el cónclave de 1829 que eligió al papa Pío VIII.

### Elección papal

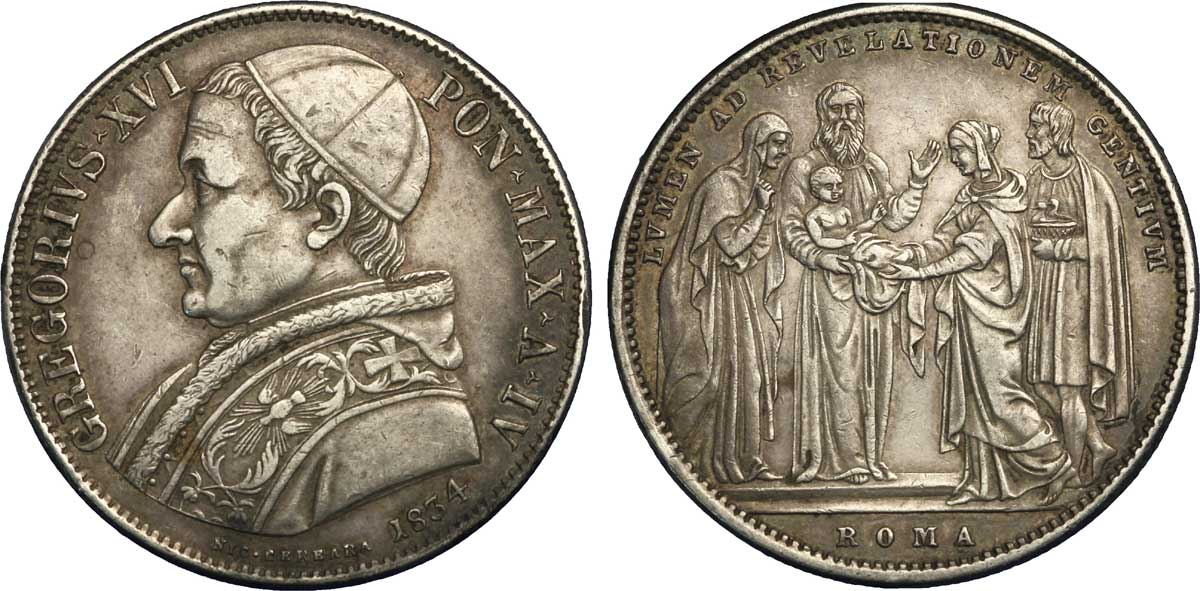
Gregorio XVI, 1834

A la muerte de Pío VIII había un candidato que contaba con el apoyo mayoritario, hasta el punto de que su elección se daba por hecha y que el cónclave sería de puro trámite. Se trataba de Giacomo Giustiniani, cardenal del título de Ss. Pietro e Marcellino y arzobispo-obispo de Imola. Sin embargo, el cardenal Juan Francisco Marco y Catalán, diácono de S. Agata alla Suburra, camarlengo y vicegobernador de Roma, se encargó de presentar a los cardenales reunidos el veto interpuesto por el rey Fernando VII de España contra la elección de Giustiniani, que había sido nuncio en Madrid y al cual aquel rey imputaba serias responsabilidades en los hechos revolucionarios ocurridos en España en la década anterior. Este veto complicó mucho la elección, por lo que tuvieron que transcurrir cincuenta días de discusiones y treinta y ocho votaciones en el cónclave para que se formara una mayoría a favor de Mauro Cappellari.
Fue elegido papa el 2 de febrero de 1831. Puesto que no era obispo (el último de los papas que no lo era en el momento de su elección), tuvo que ser inmediatamente consagrado por el cardenal Bartolomeo Pacca, decano del Colegio cardenalicio. El mismo día fue coronado sumo pontífice por el cardenal Giuseppe Albani, protodiácono de Santa Maria in Via Lata.

### Papado

#### Soberano de los Estados Pontificios
Pocos días después de iniciar su pontificado, el 4 de febrero de 1831, estallaba en Bolonia una insurrección que dio paso a un gobierno provisional que, en poco tiempo, rechazó la soberanía del papa sobre esa ciudad y su provincia. La insurrección se propagó a otras provincias de los Estados Pontificios y el papa tuvo que recurrir a la ayuda del Imperio austríaco para reestrablecer la situación. Las tropas austriacas tomaron Bolonia el 25 de febrero, el Gobierno provisional huyó a Ancona; el 5 de abril el papa pudo afirmar que se había reestrablecido el orden.
En ese mismo mes de abril se reunieron en Roma representantes de las cinco potencias: Austria, Rusia, Francia, Prusia e Inglaterra. Bajo la mirada del papa, pero sin su participación en la conferencia, se alcanzó un acuerdo plasmado en un memorándum para la "Reforma de los Estados Pontificios" (21 de mayo de 1831), muchas de ellas, pero no todas, fueron aceptadas por el papa, especialmente las que reorganizaban el gobierno local en tres niveles (legaciones, provincias y municipalidades) y el poder judicial. "Sin embargo, todas estas reformas, a pesar de su extensión, estaban lejos de satisfacer los objetivos del partido revolucionario. Las tropas austriacas fueron retiradas el 15 de julio de 1831, pero en diciembre gran parte de los Estados Pontificios se rebelaron nuevamente", y la sumisión de los rebeldes exigió de nuevo la intevención de tropas austriacas, y como protesta Francia tomó y retuvo Ancona -perteneciente a los Estados Pontificios- en violación del derecho internacional.

#### Relaciones internacionales
El 29 de noviembre de 1830 se produjo en Polonia un levantamiento contra el zar de Rusia (Nicolás I) para hacer respetar su fe y sus libertades; aplastada la sublevación, Rusia amenazó con una fuerte represión si el pueblo no respetaba a las autoridades, e hizo llegar al papa una petición formal para que llamase a los polacos a la obediencia. El papa escribió en este sentido la encíclica  Cum primum; el gobierno ruso abusó alterando su sentido y extremó la persecución de los polacos. 
Ante esos hechos 

En su alocución en el consistorio del 22 de julio de 1842, negó que hubiera querido cubrir con un velo de silencio los males que oprimían a Polonia y que hubiese abandonado la causa de la religión católica por complacer al zar. Toda Europa se conmovió al leer la protesta pontificia.
Castella (1970), p. 283.

Durante su pontificado tuvo lugar la ruptura de relaciones diplomáticas de la Santa Sede con España y Portugal (1835-1840), así como con Prusia por causa de los matrimonios mixtos y con Rusia debido a la persecución zarista de los católicos rutenos.
En 1841 y con el breve Afflictas in Hispania Gregorio XVI protestaba de la injerencia del gobierno de Madrid en los nombramientos de la jerarquía eclesiástica y de la reciente supresión de las órdenes religiosas; las autoridades españolas quedaban advertidas de las penas canónicas que sus decisiones comportaban. La caída de Espartero y el ascenso al trono de Isabel II (1833) permitió que se reanudasen las relaciones de la Santa Sede con España.
A través del Patronato Regio, la Monarquía Hispánica había mediado y controlado las relaciones de la Santa Sede con la Iglesia en la América española. Con Isabel II en el trono, España reconoció las independencias americanas y el Patronato regio quedó sin efecto o se replanteó, por lo que El Vaticano pudo establecer relaciones diplomáticas directas las repúblicas hispanoamericanas con México, en 1836, con Colombia en 1835 o Chile, el 13 de abril de 1840.

#### Defensa de la doctrina y propagación de la fe
Las revoluciones en Francia y los Países Bajos hicieron que el papa, desde el mismo comienzo de su pontificado, tuviera que enfrentarse a las presiones que, desde una y otra parte, le pedían que condenase o aprobase el cambio; "en agosto de 1831, emitió el Informe Sollicitudo Ecclesiarum, en el que reiteró las declaraciones de los antiguos pontífices sobre la independencia de la Iglesia y su negativa a enredarse en la política dinástica". De acuerdo con estos principios actuó cuando la situación en algunos países exigió su intervención, movido solo por la defensa de la fe y la disciplina eclesiástica.[cita requerida]
El 15 de agosto de 1832 el papa publica la encíclica Mirari vos; se trataba de la encíclica inaugural de su pontificado, aunque las perturbaciones liberales en los Estados Pontificios la habían retrasado más de un año. En ella reprobaba, aunque no se las nombrase expresamente, las fórmulas que el periódico L'Avenir y Lamennais proponían para la realización desde el campo católico de la república en Francia: la libertad de prensa y la separación de la Iglesia y el Estado. Sobre este último planteamiento el papa escribía: 

Las mayores desgracias caerían sobre la religión y las naciones, si se cumplieran los deseos de quienes pretenden la separación de la Iglesia y el Estado, y que se rompiera la concordia entre el sacerdocio y el poder civil. Consta, en efecto, que los partidarios de una libertad desenfrenada se estremecen ante la concordia, que fue siempre favorable y tan saludable, así para la religión como para los pueblos
Encíclica Mirari vos

Aunque la encíclica suponía una clara condena doctrinal del liberalismo político como ideología, no se dirigía directa y exclusivamente contra él sino más bien contra el indiferentismo religioso, el galicanismo y, por tanto, contra el regalismo en cualquiera de sus formas. Pero, en líneas generales, durante su gestión eclesiástica mostró un talante conservador. Durante su papado no se pusieron en marcha obras para introducir el ferrocarril y el alumbrado de gas en los Estados Pontificios.
El Congreso de Viena había asignado a Prusia las provincias renanas católicas, el gobierno de Berlín trató de que los sacerdotes católicos participasen en la celebración de matrimonios mixtos, cuyos ritos y condiciones habían sido determinados por el Conde de Bunsen, quien aspiraba a una iglesia nacional prusiana. Gregorio XVI, siguiendo los criterios que había marcado Pío VIII, rechazó con firmeza esa posibilidad; y protestó ante el encarcelamiendo de dos obispos fieles al papa. El gobierno prusiano buscó el apoyo en unos católicos disidentes, seguidores de Georg Hermes, profesor de Dogmática en Bonn que había intentado a partir del kantismo una síntesis de la filosofía y el dogma; aunque Hermes murió en 1831, en el seno de la Iglesia, sus doctrinas fueron condenadas por el papa, con el breve Dum acerbisimas. El intento de que la facultad de teología de Bonn, de orientación hermesiana, sustituyese a la católica de Colonia, no alcanzó su objetivo.
Este papa, que había sido Prefecto de la Congregación de Propaganda Fide, atendió especialmente la obra de las misiones,  fue sumamente crítico con la esclavitud, la cual seguía practicándose en muchos países, especialmente en América; siempre que pudo aprovechó la actitud más o menos benevolente de los gobiernos americanos para extender la Iglesia en aquellos países, resultando uno de los máximos responsables del progreso católico en América. Fundó la Obra de la Santa Infancia, mediante la cual pudo recoger fondos procedentes de los más modestos bolsillos.

#### LaCuria romanay la ciudad deRoma
Al iniciar su pontificado Gregorio XVI  nombró prosecretario de Estado a Tommaso Bernetii, al que unos meses después designó como Secretario de Estado. En 1836 fue relevado en su cargo por Luigi Lambruschini que fue Secretario de Estado hasta 1845.
En sus quince años de pontificado Gregorio XVI creó 75 cardenales, de los cuales 29 lo fueron in pectore. Con todo, seis nombres de estos últimos jamás fueron revelados. Teniendo en cuenta que en el cónclave que le eligió participaron 45 cardenales, es considerable el número de sus nombramientos. Así a su muerte había 69 cardenales, aunque en el cónclave que eligió a su sucesor, Pío IX, solo participaron 54.
El mundo de las artes le debe la restauración de la Basílica de San Pablo Extramuros, destruida por un incendio en 1830, y la creación del Museo Etrusco, Egipcio y Cristiano. En 1839 Gregorio XVI promovió la adquisición, para la Calcografia Camerale, de numerosas planchas grabadas del famoso Piranesi que se conservaban (y seguían imprimiendo) en el taller Firmin-Didot de París. La Calcografia, junto con dichas matrices, subsiste en Roma bajo la tutela del Istituto Nazionale per la Grafica. 

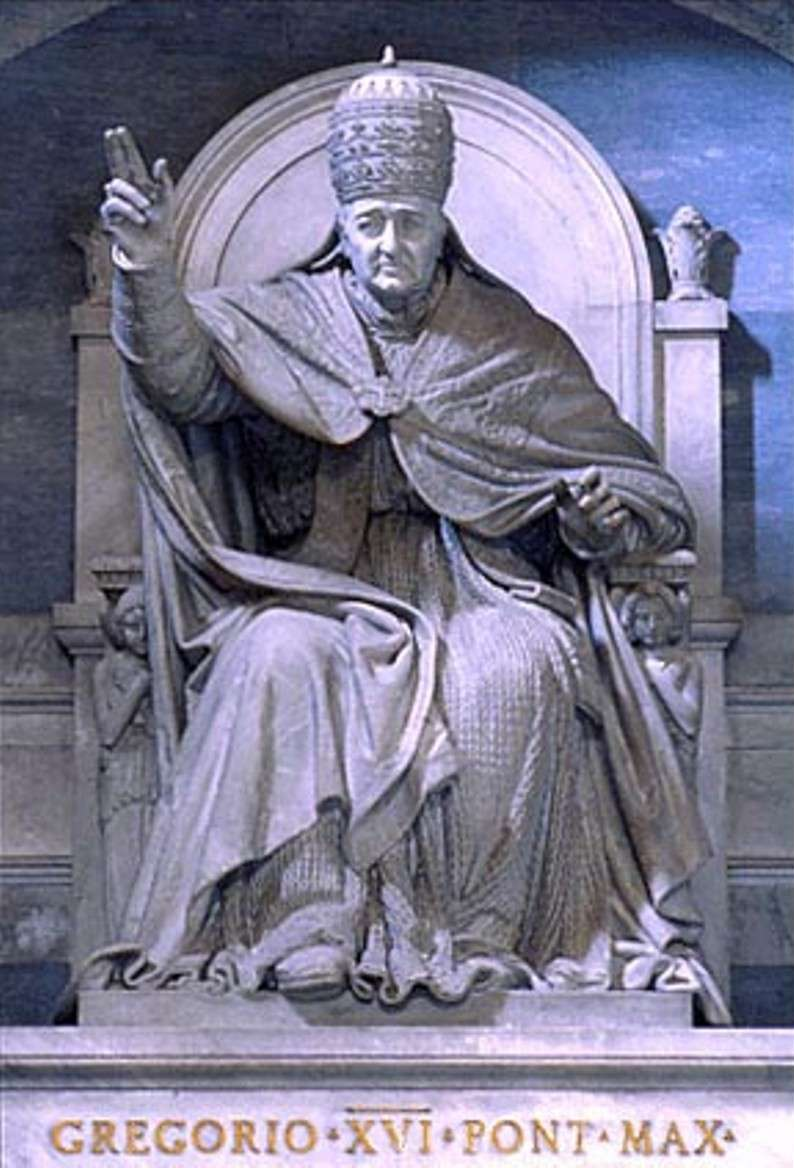
Detalle de la tumba de Gregorio XVI, en la Basílica de San Pedro

### Muerte
Al comenzar el año 1846, el papa tuvo un presentimiento de su fin próximo y escribió en su testamento:

Nos, Gregorio XVI, indigno heredero de la Cátedra de San Pedro, teniendo presente la hora de nuestra muerte y del llamamiento del tribunal divino..., encomendamos nuestra pobre alma a Nuestro Señor Jesucristo... Encomendamos al mismo divino Redentor la Iglesia, su amada Esposa, en las numerosas tribulaciones y persecuciones que la asaltan
Citado en Castella (1970), p. 298.

El 20 de mayo de 1846 el papa se sintió mal; el día 16 de mayo se le declaró una erisipela en la cara. Al principio, no se pensó que el ataque fuera serio, pero el 31 de mayo sus fuerzas fallaron repentinamente y se vio que el final estaba cerca. Murió temprano el 1 de junio, con solo dos asistentes cerca de él; sus últimas palabras, cuando le recordaban las grandes obras de su pontificado, fueron: "quiero morir como un monje, no como un Soberano".
Está sepultado en la Basílica de San Pedro del Vaticano, en un mausoleo, que fue sufragado por los cardenales que habían sido creados por él. La obra, realizada por el escultor Luigi Amici, fue iniciada en 1848 y quedó concluida en 1857. Está situada en el inicio de la girola, la imagen del papa se apoya en una base con un bajorrelieve que representa la institución de las Misiones por el Pontífice. Dos figuras alegóricas a los lados de la base representan la sabiduría y la prudencia. El mausoleo está situado sobre la puerta que da acceso a la capilla del Santísimo Sacramento.
Las profecías de San Malaquías se refieren a este papa como De balnes Etruriæ (De los baños de Etruria), cita que al parecer hace referencia a que era miembro de la Orden Camaldulense, fundada en un lugar llamado Balneum (baños) y luego Balni (mismo significado), en Etruria.

## Documentos pontificios de Gregorio XVI
| Bula | |
| Constitución apostólica Benedictus Deus (17 de junio de 1834) mediante la que se establecen y delimitan las diócesis en los Estados Unidos de América | |
| Breves | |
| - Ex debito pastoralis I (9 de septiembre de 1831) - Inter gravissimas I (3 de febrero de 1832) - Summo iugiter (27 de mayo de 1832) - Pastorale officium I (3 de julio de 1832) - Plura post (2 de diciembre de 1832) - Quo graviora (4 de octubre de 1833) - Quod litteris (29 de noviembre de 1833) - Maiori certo (13 de diciembre de 1833) - Editam nuper (28 de diciembre de 1833) - Superabundavimus (28 de diciembre de 1833) - Perlatae dudum (23 de abril de 1835) - Melchitarum Catholicorum (3 de junio de 1835) - Dum acerbissimas (26 de septiembre de 1835) - Ad beatissimi (17 de julio de 1836) - Universi Dominici I (21 de febrero de 1837) - Universi Dominici (28 de julio de 1837) - Universi Dominici Nashville (28 luglio 1837) | - Ex debito pastoralis China (14 de agosto de 1838) - Ex debito pastoralis (14 de agosto de 1838) - Pastorale officium II (14 de agosto de 1838) - Quae nuncia (4 de agosto de 1839) - In supremo (3 de diciembre de 1839) - In supremo Apostolatus fastigio (3 de diciembre de 1839) - Pastorale officium III (24 de julio de 1840) - Probe nostis (18 de septiembre de 1840) - De Cochinchinae (26 de febrero de 1841) - Quas vestro (30 de abril de 1841) - Ex literis (4 de mayo de 1841) - Catholicae Religionis (2 de febrero de 1842) - Apostolici ministerii (20 de septiembre de 1842) - Inter maximas (5 de agosto de 1843) - Ex debito pastoralis III (27 de marzo de 1846) |
| Encíclicas | |
| - Quel Dio (5 de abril de 1831) - Le armi valorose (12 de julio de 1831) - Cum primum (9 de junio de 1832) - Mirari vos (15 de agosto de 1832) - Singulari Nos (25 de junio de 1834) | - Commissum divinitus (17 de mayo de 1835) - Augustissimam beatissimi (21 de diciembre de 1840) - Inter ea (1 de abril de 1842) - Inter praecipuas machinationes (8 de mayo de 1844) |
| Cartas | |
| - Chiamati dalla Divina(9 de febrero de 1831) - Litteras accepimus (5 de octubre de 1833) - Quod de tua (28 de diciembre de 1833) - La moltiplicità (22 de noviembre de 1836) - Hanno sempre (18 de septiembre de 1838) - Dolorem quo (30 de noviembre de 1839) - È lungo tempo (29 de agosto de 1841) | - Ad gravissimas (31 de agosto de 1843) - Ubi novam (8 de noviembre de 1843) - Cum maxima (31 de marzo de 1844) - Maximis angustiis (27 de abril de 1844) - Summa quidem (23 de abril de 1845) - Libentissime fraternitatis (28 de mayo de 1845) - Inter gravissimas II (28 de junio de 1845) |
| Alocuciones | |
| - Cum pro pastorali (1 de agosto de 1834) - Sextus iam (1 de febrero de 1836) - Dum intima (10 de diciembre de 1837) | - Afflictas in Tunquino (27 de abril de 1840) - Afflictas in Hispania (1 de marzo de 1841) - Haerentem diu (22 de julio de 1842) |
| Quirógrafos | |
| - Avendoci Ella (20 de febrero de 1833) - Ci è stato (9 de junio de 1832) | - L'evidente diminuzione (6 de agosto de 1834) |